# Březina (Blansko)
Pour les articles homonymes, voir Brezina.
Březina (en allemand : Bscheschina) est une commune du district de Brno-Campagne, dans la région de Moravie-du-Sud, en République tchèque. Sa population s'élevait à 1 088 habitants en 2020.

## Géographie
Březina se trouve à 7 km à l'est-sud-est d'Adamov, à 15 km au nord-est de Brno et à 189 km au sud-est de Prague.
La commune est limitée par Habrůvka, Křtiny et Bukovina au nord, par Hostěnice à l'est, et par Ochoz u Brna au sud et par Babice nad Svitavou à l'ouest.

## Histoire
La première mention écrite de la localité date de 1365. 
En 1950, Březina annexe la commune de Proseč et est rattaché au district de Blansko. Depuis 2000, la commune reçoit un blason et un drapeau. Depuis 2007, Březina fait partie du district de Brno-Campagne.